# Konstantinos Karapanos

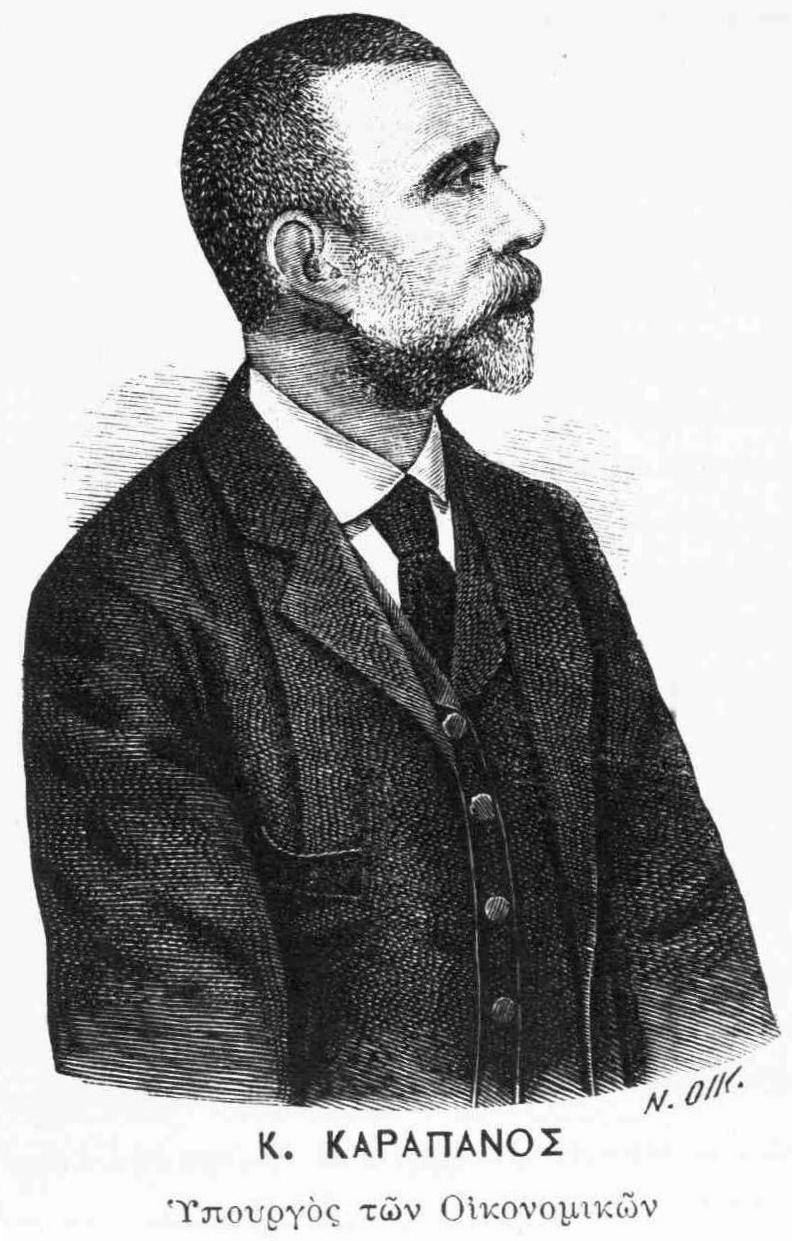
Konstantinos Karapanos.

Konstantinos Karapanos (grekiska: Κωνσταντίνος Καραπάνος), född den 13 mars 1840 i Arta i Epirus, död den 22 mars 1914 i Aten, var en grekisk arkeolog och statsman. Han var far till Alexandros Karapanos.
Karapanos företog på sina vidsträckta domäner arkeologiska utgrävningar och lyckades därvid 1876 finna lämningarna av den gamla Zeushelgedomen och oraklet i Dodona, vilka han beskrev i Dodone et ses ruines (1878). Han var mångårig medlem av grekiska deputeradekammaren och flera gånger minister. 